# ポボア・デ・バルジン
ポーヴォア・デ・ヴァルジン（Póvoa de Varzim (ポルトガル語発音: [ˈpɔvu.ɐ ðɨ vɐɾˈzĩ] ( 音声ファイル), locally発音: [ˈpɔβwɐ ðɨ βɐɾˈzĩŋ])）は、ポルトガル北部にある都市。面積82.1 km2、標高190 m。人口は64,320人（2021年）。

## 地理

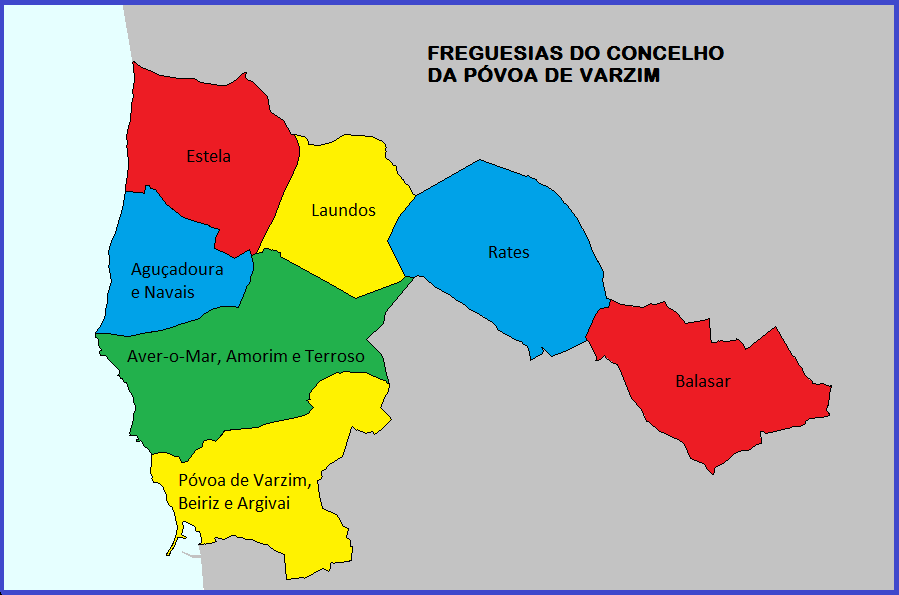
ポーヴォア・デ・ヴァルジンの地図

## 著名な出身者

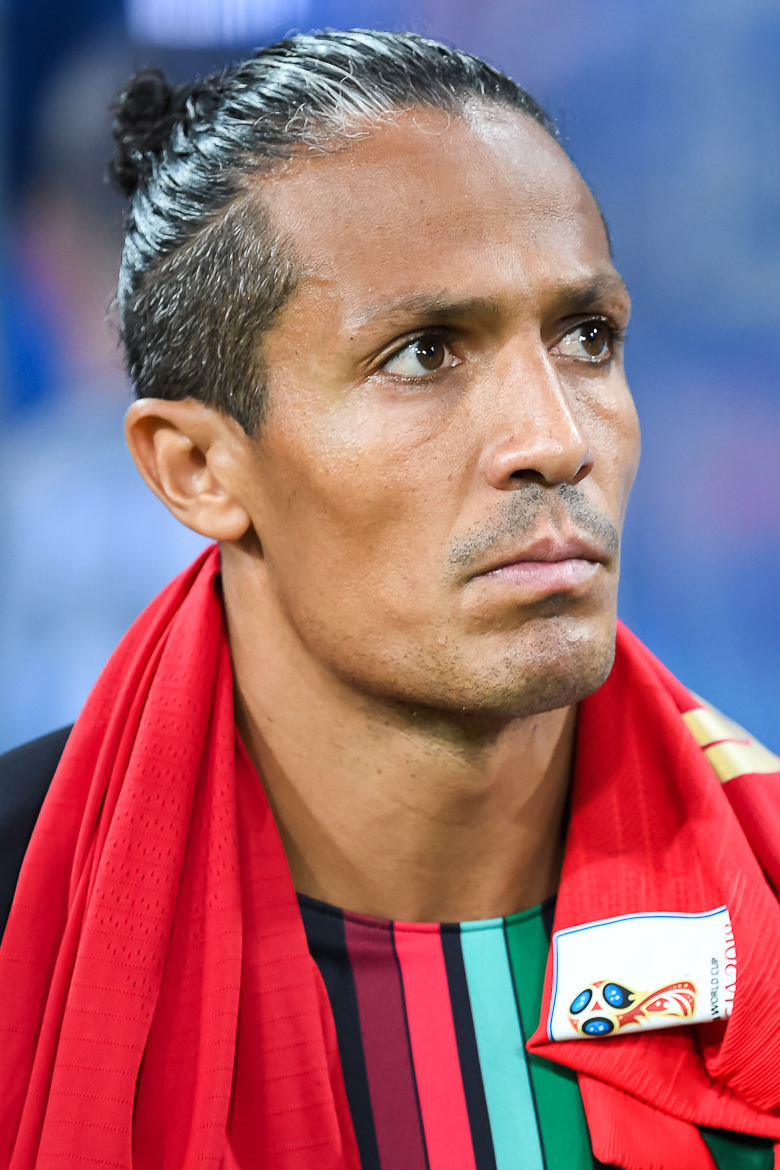
ブルーノ・アルヴェス（2018年）

- アントニオ・リマ・ペレイラ
- ジェラルド・アルヴェス
- ブルーノ・アルヴェス
- カルロス・ミリャーゼス
- ルイ・コスタ
- ルイス・ネト